# Aelurillus bosmansi
Aelurillus bosmansi es una especie de araña araneomorfa del género Aelurillus, tribu Aelurillini, familia Salticidae. La especie fue descrita científicamente por Azarkina en 2006.
La longitud del prosoma del macho mide 2,5 milímetros. Posee patas de color amarillo-marrón con algunas manchas oscuras. La especie se distribuye por Europa: España.